# Олексій III Великий Комнін
Олексій III (грец. Αλέξιος Γ΄ Μέγας Κομνηνός; 5 жовтня 1338 — 20 березня 1390) — імператор Трапезунда в 1349—1390 роках.

## Життєпис
Походив з династії Великих Комнінів. Син Василя I, трапезундського імператора, та Ірини Трапезундської. Народився 1338 року, отримавши ім'я Іоанн. 1340 року після смерті батька влада перейшла до першої дружини Василя I — Ірини Палеологіни. Іоанна разом з матір'ю було відправлено до Константинополя, де той отримав освіту.
1349 році було повалено імператора Михайла I. Візантійський імператор Іоанн VI Кантакузин на прохання мегадуки Микити Схоларія відправив Іоанна до Трапезунда, де той став імператором, коронувавшись 1350 року як Олексій III. Кантакузин розраховував на участь молодого правителя у допомозі у війні з Генуеєю. Втім під впливом мегадуки, який фактично мав владу, Трапезундська імперія зберігла нейтралітет, дотримуючись трапезундо-генуезької угоди 1349 року.
1351 року Олексій III пошлюбив представницю династії Кантакузиних. Поступово імператор набував силу, приборкуючи дрібних архонтів. 1352 року було встановлено дружні стосунки з Тур-Алі, беєм Ак-Коюнлу. 1354 року вступив у відкритий конфлікт з мегадукою Микитою Схоларієм, який вимушений був тікати до Керасунди. 1355 року Олексій III за допомоги генуезців відбив напад війська Схоларія на Трапезунд. Невдовзі за цим раптовим ударом відвоював Керасунду, невдовзі полонив Микиту Схоларія та його прибічників.
Цією боротьбою скористався бейлік Еретна, війська якого атакували трапезундські землі, завдавши поразки Олексієві III, який ледве врятувався. Після цього намагався налагодити стосунки з прикордонною знаттю Еретни.
1363 року було придушено заколот аристократії, до якого долучився митрополит Ніфонт. Останнього було повалено з кафедри, новим митрополитом став прихильник імператора Іоанн Лазаропулос. Водночас почав політику зменшення впливу Генуї, намагаючись спиратися на Венецію, якій 1364 року відновив пільги. Втім на цей час трапезундці фактично втратили важелі впливу на торгівлю. Генуезці та венеційські факторії в Трапезунді перетворилися на транзитні центри, де лише зберігався крам.
Значною проблемою було небажання Олексія III сплачувати борги генуезцям відповідно до угоди 1349 року. Лише посольство 1373 року на чолі із Антоніо Нойтарано домоглося рішення цього питання. 1377 року зірвався план венеційців повалити Олексія III.
Поліпшенню власне трапезундської торгівлі сприяло зменшення генуезької активності в Чорному морі після Кіоджської війни 1378-1381 років. Встановлено мирні відносини з Мутаххартеном, еміром Ерзінджану, що протистояв Еретні. Згодом було відновлено стосунки з Антоніо Адорно, дожем Генуї. 1390 року до генуезької колонії Перу було віправлено трапезундське посольство. Того ж року Олексій III помер. Трон успадкував син Мануїл III.

## Родина
Дружина — Феодора, донька візантійського себастократора Никифора Кантакузина
Діти:
- Анна (1357 — після 1406), дружина Баграта V, царя Грузії
- Василь (1358—1377)
- Мануїл III (1364—1417), імператор Трапезунда
- Євдокія, дружина: 1) Таджеддіна, еміра Лімни, 2) Костянтина Драгаша
- Марія, дружина Сулейман-бея. еміра Чалибії
- дочка,дружина Мутаххартена, еміра Ерзінджана
- дочка, дружина Кара Османа, бея Ак-Коюнлу

- 2 бастарда